# Leptotarsus (Tanypremna) horridus
Leptotarsus (Tanypremna) horridus is een tweevleugelige uit de familie langpootmuggen (Tipulidae). De soort komt voor in het Neotropisch gebied.